# Šance (rozhledna)
Rozhledna Šance, nazývaná také rozhledna Jakubčovice, se nachází na severozápadním okraji Jakubčovic, části města Hradec nad Moravicí v okrese Opava. Rozhledna byla pro veřejnost slavnostně otevřena 29. dubna 2005 při příležitosti 60. výročí osvobození Jakubčovic Rudou armádou na konci druhé světové války. Rozhledna byla pojmenována podle nedaleko ležící obranné šance z 80. let 18. století.

## Popis rozhledny
Výška věže rozhledny je 15 a půl metru, přičemž vyhlídková plošina je ve výšce 13 metrů. Rozhledna má dřevěnou konstrukci o třech patrech s betonovými základy do výšky dvou metrů obložené kamennými deskami. 

## Historie rozhledny
Zastupitelstvo v městě Hradec nad Moravicí řešilo postavení rozhledny v okolí města od roku 2003. Z několika lokalit pro stavbu byl nakonec vybrán kopec u vesnice Jakubčovice, kvůli rozhledům do Hrubého a Nízkého Jeseníku, ale také i do Moravskoslezských Beskyd.
Plán pro stavbu vytvořil architekt Miroslav Slíva, a samotná stavba probíhala od listopadu 2004 do dubna 2005, přičemž dřevěné části rozhledny byly smontované ve výrobní hale a složené do tří částí, které byly přepraveny na staveniště, kde byly během jednoho dne složeny pomocí jeřábu do konečného tvaru. Tyto dřevěné části byly postavené z 30 kubických metrů modřínového dřeva z okolních lesů a byly postaveny na betonových pilířích obložených kamennými deskami z kamene pojmenovaného slezská droba z nedalekého lomu Jakubčovice. Zámečnické a soustružnické práce na stavbě provedla firma Jan Hrbáč-Sozap Opava, stavební práce dodala Unist Hradec nad Moravicí a tesařské práce dodala firma Lesní Albrechtice a V. Kolovrat-Tesko. Celkové náklady na stavbu byly 1 milion korun a většinu nákladů uhradili sponzoři a zbytek zaplacen z rozpočtu města.
Rozhledna byla oficiálně a slavnostně otevřena 29. dubna 2005 během 60letého výročí osvobození Jakubčovic.

## Rozhled
Z věže je rozhled na Moravskoslezské Beskydy, Nízký a Hrubý Jeseník, kus věže zámku v Hradci nad Moravicí, na Opavsko a Fulnek.

## Okolí rozhledny
Rozhledna je pojmenována podle rozvaliny zemního opevnění z 18. století nacházející se hned vedle věže. Rozvalina je ovšem zarostlá a je těžko ji na první pohled rozeznat. Asi sto metrů západně od věže (z druhé strany rozvalin obranné šance) nechalo město Hradec nad Moravicí, jehož jsou Jakubčovice částí, v roce 2021 vybudovat sluneční lázně. Pod rozhlednou jsou také umístěny Photo stand-in rakouského granátníka a dělostřelce z 18. století, a také dřevěného koně. Na vrchol rozhledny byl umístěn veřejný dalekohled s dvacetinásobným zvětšením. 250 metrů jižně se nachází dětské hřiště s workoutovým koutkem. Náklady na zkrášlení dosáhly asi 770 tisíc Kč. Po žluté turistické značce se lze dostat přes Kalvárii do asi 4 kilometrů vzdáleného Hradce nad Moravicí.

## Přístup
Rozhledna je celoročně volně přístupná, je středem oblasti pro turistické značky a není přímo přístupná autem, je nutno například zaparkovat na neplaceném parkovišti u věžového vodojemu a pak dojít pěšky asi 600 metrů po polní cestě.  V asi 5 kilometrů vzdáleném Hradci nad Moravicí se nachází vlakové nádraží. 